# Europa Universalis IV
Europa Universalis IV — відеогра жанру історичної глобальної стратегії, яка була розроблена студією Paradox Development Studio, видавцем стала Paradox Interactive. Гра була анонсована в 2012 році, а вихід нової частини відбувся 13 серпня 2013 року. Це п'ята відеогра в серії Europa Universalis, якщо не враховувати доповнення. У новій грі була помітно доопрацьована графіка та глобальна ігрова карта, схожа на ту, що була в Crusader Kings II. Як і раніше, гравець обирає одну із запропонованих держав та керуючи нею, намагається досягти власних планів (розбудувати могутню економічну чи наукову державу, або ж захопити цілі континенти тощо). Після виходу відеогри розробники продовжують її розвиток, випускаючи велику кількість нових доповнень чи розширень, та постійно оновлюючи її.
Щотижня виходили щоденники розробників, з яких можна було дізнатися багато додаткової інформації; дуже багато з них присвячено окремим країнам.

## Розробка
Ранні дискусії щодо створення Europa Universalis IV розпочалися незабаром після виходу в грудні 2010 року Divine Wind, останнього DLC для Europa Universalis III з розробкою, заснованою на рушії Клаузевіц, що розпочалась приблизно у вересні 2011 року. Вперше про це було оголошено на загал в серпні 2012 року, на виставці Gamescom, після того, як вона була вперше представлена у тизері під кодовою назвою «Проект Трумен».
Протягом усього періоду розробки гри Paradox Development Studio щотижня випускала «щоденники розробників» через свої Інтернет-форуми, де деталізувала деякі особливості розробки гри. Сюди входила інформація про філософію розробки, ігрові механіки, що були в процесі впровадження, та функції з Europa Universalis III, що будуть видалені з нової гри.
Під час розробки Europa Universalis IV надавався більший пріоритет стабільності та контролю якості, ніж у попередніх ігор серії. Раніше існувало уявлення, що ігри Paradox не варто купувати, поки кілька оновлень або розширень не вирішать проблем зі стабільністю. Генеральний директор студії Фред Вестер описав це сприйняття як «ляпас», що спонукає їх до вдосконалення. Ще однією з головних цілей Paradox було зберегти глибину та складність своїх попередніх глобальних стратегій, водночас полегшивши гравцеві взаємодію з грою.
До виходу попередня версія гри була продемонстрована в летсплеях та в багатокористувацьких демонстраціях для журналістів. Демо-версія гри була випущена в Steam 9 серпня 2013 року, а сама гра вийшла 13 серпня.
Після випуску розвиток гри продовжувався за тією ж моделлю, яку раніше Paradox успішно використовувала для Crusader Kings II, разом з платними DLC, що допомагали фінансувати додаткові безкоштовні патчі, додаючи більше можливостей до базової гри. Станом на  червень 2020, для гри було випущено шістнадцять розширень разом із багатьма менш значними DLC, що пропонують додаткові графічні або музичні покращення.

## Ігровий процес
Гра була сформована так, щоб почати її з історичними передумовами для кожної держави, з реальними подіями, що відбуваються в реальному часі. Сама гра являє собою інтерактивну карту Землі, розділену на провінції, що складають нації. Кожна з цих провінцій робить свій внесок у країну, яка її контролює, як позитивний, так і негативний, оскільки вони можуть як забезпечити ресурси для нації, так і послужити відправною точкою заворушень і повстань. Ігровий процес вимагає від гравця керівництва нацією, знаходячи баланс між військами, дипломатією та економікою. Гравець робить це через свій вибір, як суверен своєї нації, та за рахунок витрачання доступних йому ресурсів: престиж, стабільність, золото (дукати), людський ресурс, легітимність у монархій, республіканські традиції у республік, відданість у теократій, єдність для орд і так звана «влада монарха» (аналог мани) (адміністративна, дипломатична, військова).
Гравці можуть вибрати завоювати світ військовою силою, стати колоніальною наддержавою, встановити торговельне панування тощо за одну з понад 500 різних націй. Ці країни варіюються за алфавітом від Аахена до Зуні. Гра є пісочницею, і, хоча немає чіткого правила перемоги в ній, програш настає, коли нація гравця зникає з карти (тобто, анексується). Дипломатія — це великий аспект гри, оскільки створення альянсів (або васальних держав та держав-данників), покращення думок та запобігання оборонним коаліціям є важливими чинниками для виживання гравця. Шпигунство також може бути застосовано проти ворожих держав, щоб мати змогу претендувати на їх територію, або підбурювати заколоти у їхніх провінціях разом з іншими сумнівними намірами. Бойові дії можна вести як на суші, так і на морі, під час чого гра намагається імітувати такі фактори реального світу, як моральний дух, дисципліна, різні типи одиниць з відповідними сильними і слабкими сторонами, компетентність лідерів, місцевість та лінії постачання. Торгівля також є важливою частиною гри, де світ розділений на безліч торгових вузлів і торгові потоки через кожний з них і можуть збиратися торговцями.
Багато основних релігій, такі як католицька, протестантська, сунітська, буддистська та православна, присутні в грі і можуть надати певні бонуси своїм послідовникам. Гравці можуть винаймати місіонерів для навернення своїх провінцій у державну релігію, або застосовувати політику загальної релігійної свободи. Наприклад, католицька віра використовує Папство, яке може дозволити нації контролювати Папу Римського або використовувати його вплив для інших винагород.
З часом необхідно вкладатись у технологічний прогрес, що вимагає витрати очок «влади монарха». Він забезпечує користь для нації, що детально описана нижче.
- Адміністративні технології відкривають такі покращення, як підвищення продуктивності праці, нові форми правління, нові будівлі та систему національних ідей.
- Дипломатичні технології відкривають такі покращення, як морські підрозділи, поліпшення торгівлі, нові будівлі та покращену колоніальну експансію.
- Військові технології відкривають такі покращення, такі як нові типи сухопутних підрозділів, покращений моральний дух підрозділів, тактику бою та нові будівлі.

На ігровий процес впливають випадкові події, що періодично виникають у гравця. Ці події можуть бути як корисними, так і шкідливими. Деякі з цих випадкових подій обумовлені історією окремої країни, тоді як деякі можуть застосовуватися до будь-якої країни і служать загалом для посилення «смаку» гри. Гравці можуть грати в режимі одиночної гри проти ШІ, або у мультиплеєрі через локальну мережу або Інтернет проти поєднання супротивників людей та ШІ. Одиночний гравець також має опцію режиму «Ironman» (Залізна Людина), який блокує декілька налаштувань, таких як складність, і видаляє контроль збереження гри у гравця. Це означає, що будь-які помилки незворотні. Однак це єдиний спосіб отримати будь-яке з багатьох ігрових досягнень.

## Завантажуваний вміст
Для гри було випущено низку завантажуваних матеріалів (DLC).
Всі DLC не є обов'язковими і можуть застосовуватися до базової гри у будь-якій комбінації. Найбільші DLC мають форму розширень, які суттєво змінюють механіку та особливості гри. Існують також «смакові» доповнення (які додають нові події та незначні механіки, як правило, характерні для однієї нації), музичні доповнення (що додають більше фонової музики) та косметичні доповнення (які впливають на вигляд моделей підрозділів, портретів та мапи). Є також три електронні книги, які не впливають на саму гру, але були об'єднані з випуском розширень.
Платні розширення часто супроводжуються безкоштовними патчами до гри, які можуть коригувати наявні механіки або додавати нові в контексті певного розширення.
| Назва                  | Назва (українською)      | Версія безкоштовного патчу | Дата випуску      | Опис |
| ---------------------- | ------------------------ | -------------------------- | ----------------- | --- |
| Conquest of Paradise   | Завоювання раю           | 1.4                        | 11 січня 2014     | Завоювання раю зосереджується на Новому світі. Воно додає розширення механікам племінних націй, особливо корінних американців. Також додано генератор випадкового Нового світу, який рандомізує ландшафт Північної та Південної Америки. Супроводжуючий безкоштовний патч 1.4 додав колоніальні регіони, протекторати та нові стартові країни, а також багато інших невеликих доповнень та виправлень. |
| Wealth of Nations      | Багатство націй          | 1.6                        | 29 травня 2014    | Багатство націй, назване на честь книги Адама Сміта, включає нові механіки торгівлі та купецьких республік. Найбільш відомі нововведення також включають торгові компанії, приватні компанії та будівництво Суецького, Панамського та Кільського каналів. Супутня версія 1.6 включала нову систему суперників, політики та додаткові конструкції кораблів. |
| Res Publica            | Справа народу            | 1.7                        | 16 липня 2014     | Res Publica, що перекладається латиною як «справа народу», є коренем слова республіка. Вона зосереджена на управлінні та торгівлі. Впроваджується нові механіки, що стосуються виборів, поряд з виборчими подіями для Нідерландської республіки та національним фокусом. Також додана форма правління «республіканська диктатура». Супровідний патч 1.7 включає додаткові групи ідей та фракції купецьких республік. |
| Art of War             | Мистецтво війни          | 1.8                        | 30 жовтня 2014    | Мистецтво війни, назване так на честь книги Сунь-цзи, зосереджується на військових механіках. Воно розширює Тридцятилітню війну та епоху Наполеона, вдосконалює дипломатію (особливо навколишні конфлікти та мирні угоди), розширює механіку васалів та додає нові варіанти ведення війни. Супутня версія 1.8, серед іншого, переглянула механіку повстанців, налаштування торгового вузла та вдосконалення ШІ та ігрового процесу. Було додано понад 900 провінцій, насамперед у регіонах, які раніше не мали деталізації, таких як Азія та Африка. |
| El Dorado              | Країна казкових багатств | 1.10                       | 26 лютого 2015    | Ельдорадо, назване на честь міфічного Ельдорадо, значно покращує нації Центральної та Південної Америки. Це включає релігії Науатль, Інті та Майя, «лічильник Кінця світу» для племен Центральної Америки, вдосконалені механіки та додаткові події. Дослідження та колонізація цих територій також розширюється — наприклад, додається Тордесільяський договір, і конкістадори можуть досліджувати terra incognita для пошуку Семи золотих міст. Впроваджений спеціальний «конструктор націй». Супутня версія 1.11 включала нові події для Південної та Центральної Америки, покращений рельєф та загальні покращення ігрового процесу. |
| Common Sense           | Здоровий глузд           | 1.12                       | 9 червня 2015     | Здоровий глузд, назване на честь знаменитої брошури, написаної Томасом Пейном, зосереджене на дипломатії, релігії та внутрішньому розвитку. Додано новий релігійний геймплей, орієнтований на протестантів, буддистів та теократії. Додані парламенти, спеціальний парламентський тип уряду впроваджений для Англії. Супровідна версія 1.12 включає 5 нових азійських релігій, вдосконалення системи миру, переробку фортів та системи мародерства. Кількість слотів для будівель також зменшилась, але існуючі зробили потужнішими. |
| The Cossacks           | Козаки                   | 1.14                       | 1 грудня 2015     | Козаки, названі на честь козаків Східної Європи та Євразійського Степу, додають нову систему суспільних станів, механіки для тенгріанства та новий тип уряду для орд. Інші нововведення включають нові дипломатичні дії, такі як погроза війною та обмін технологіями, а також система карток перемоги. Супровідний патч 1.14 додав багато вдосконалень інтерфейсу та ще одну переробку системи найманців. |
| Mare Nostrum           | Наше море                | 1.16                       | 5 квітня 2016     | Mare Nostrum, що в перекладі з латинської мови означає Наше море, — це римська назва Середземного моря. Як випливає з назви, це розширення вводить новий вміст, пов'язаний з морською війною, торгівлею та шпигунством. Тепер можна послати кораблі на морську місію блокади або на місію полювання за піратами. Можна також створювати торгові ліги, запропонувати кондотьєрів іншим країнам для війни та нову функцію часової шкали, що дозволяє в будь-який момент кампанії натиснути на кнопку та спостерігати, як світ розвивався протягом гри. Супутня версія 1.16 включала значну переробку шпигунства, кілька нових режимів карти, нові системи для штатів і територій та корупцію, а також нові провінції в Ірландії та Африці. |
| Rights of Man          | Права Людини             | 1.18 «Prussia»             | 11 жовтня 2016    | Права людини назване на честь однойменної книги Томаса Пейна 1791 року. Включає нову систему Великих Держав, де 8 наймогутніших країн, які визнаються «Великими Державами», отримують доступ до нових дипломатичних функцій, таких як створення малих народів, розірвання їхніх союзів з іншими Великими Державами тощо. До патчу також входять нові типу урядів для Пруссії й Османської Імперії. Супутня версія 1.18 вводить кардинально перероблену систему технологій, у яку ввели поняття інституцій, що дають штрафи будь-якій нації, яка не запровадила зазначеної інституції (як-то «Феодалізм», «Ренесанс» тощо), що призвело до утилізації процесу «вестернізації». |
| Mandate of Heaven      | Небесний мандат          | 1.20 «Ming»                | 6 квітня 2017     | Небесний мандат, назва якого походить від однойменної давньокитайської політичної концепції та фокусується на покращеннях в регіоні Східної Азії. Містить нові механіки для Китаю епохи Мін і додає можливість довколишнім державам висувати претензії на титул Імператора Китаю. Також створено нові механіки для китайської меритократії, можливість здобуття державності деякими маньчжурськими племенами, та нову систему японського сьоґунату, що містить події, які дозволять Японії ще більше ізолюватися, або ж стати відкритішою. Окрім покращення Східної Азії, було запроваджено «епохи», які розширюють ігрові можливості в різних історичних періодах ранньої сучасної ери. Вони фокусуються на Добі великих географічних відкриттів і колонізації Америки, протестантській реформації та релігійному конфлікті в Європі, французькому абсолютизмі та революційному XVIII столітті, яке принесло революції у Франції та Америці. Безкоштовне оновлення – 1.20 «Мін» – містить нову механіку абсолютизму разом з новою особливістю – спустошенням провінцій. |
| Third Rome             | Третій Рим               | 1.22 «Russia»              | 14 червня 2017    | Третій Рим посилається на ідею, що Московія (а згодом і Росія) є спадкоємцями Візантійської імперії, що робить їх Третьою Римською імперією. Цей пакет занурення додає нову механіку для уряду царства, православної релігії та нову ідею Сибірського фронтиру. Супроводжуючий патч 1,22 додав нові типи урядів для руських та російських держав. |
| Cradle of Civilization | Колиска Цивілізації      | 1.23 «Persia»              | 16 листопада 2017 | Колиска цивілізації бере свою назву від ідеї, що в долині річки Ніл знаходиться одна з давніх колисок цивілізації. Розширення включає торгову політику, армійський професіоналізм та вишкіл, мусульманські школи та унікальний тип уряду для Мамелюків. Супровідний патч 1,23 додає 80 провінцій на Близькому Сході та п'ять нових видів товарів. |
| Rule Britannia         | Пануй, Британіє          | 1.25 «England»             | 20 березня 2018   | Прав, Британіє названо в честь книги Томаса Арне «Прав, Британіє, морями». Цей пакет занурення додає англіканську релігію, місії для британських країн та морські доктрини. Супровідний патч 1,25 включає зміни карт Британських островів та Франції та нову систему місій. |
| Dharma                 | Дхарма                   | 1.26 «Mughals»             | 6 вересня 2018    | Дхарма назване на честь концепції, присутньої у багатьох індійських релігіях, таких як індуїзм, буддизм та сикхізм. Воно вводить механіку урядових реформ, перероблену політичну систему та багато нових місій і «смак» для індійських країн. Супровідний патч 1.26 додає систему станів до базової гри, оновлену карту Південної Азії та нову систему політик. |
| Golden Century         | Золоте Століття          | 1.28 «Spain»               | 11 грудня 2018    | Золоте Століття бере свою назву від Золотої доби Іспанії. Цей комплект занурення присвячений деревам місій та «смаку» для країн в регіонах Іберії та Магрибу, а також додатковим механікам колонізації та піратським урядам. Супровідна версія 1.28 вводить унікальні національні ідеї та події для багатьох піренейських і північноафриканських країн. |
| Emperor                | Імператор                | 1.30 «Austria»             | 9 червня 2020     | Доповнення Імператор представило багато масштабних переробок Священної Римської імперії (нові реформи та імперські інциденти), революцій (центри революцій) та католицизму (Трентський собор та нові папські механіки). Супровідна версія 1.30 включає великі зміни карти по всій Європі, нову інституцію «Індустріалізація», перероблену взаємодію із суспільними станами та системою найманців, а також велика кількість «смакових» подій та унікальні дерева місій для багатьох різних країн. |
| Leviathan              | Левіафан                 | 1.31 «Majapahit»           | 27 квітня 2021    | Доповнення Левіафан, назване на честь книги Томаса Гоббса, зосереджене на тому, щоб надати гравцеві більшої різноманітності для гри «високо». Розширення зосереджується на нових механіках розвитку провінцій, а також перегляді системи прихильності та колоніальних держав. Супровідний патч 1.31 надає покращені та деталізовані карти та ігровий процес в районах Північної Америки, Південно-Східної Азії та Океанії, включаючи введення держав австралійських та океанійських аборигенів, і вдосконалення гри за корінні американські народи. Також додана релігія австралійських аборигенів алчерінга, та розширені механіки для тотемізму, зороастризму та сикхізму. |
| Origins                | Витоки                   | 1.32 «Songhai»             | 11 листопада 2021 | Доповнення Витоки, що було натхненне теорією африканського походження людини, фокусується на нових деревах місій та подіях для африканських держав Малі, Сонгаї, Конго, Ефіопії, Аджурану, Кілви та Мутапи. Пакет занурення також додає механіки для юдаїзму, нові спрайти для армій, моделі для місіонерів та африканську музику. Супровідний патч 1.32 включає «смак», нові монументи, нові доступні нації для сформування, та оновлена карта Субсахарської Африки. |
| Lions of the North     | Леви Півночі             | 1.34 «Sweden»              | 13 вересня 2022   | Леви Півночі фокусуються на країнах Балтійського моря, а саме додає нові місії та механіки для країн Балтії, Скандинавії та їхніх сусідів по регіону, а також Данії, Швеції, Норвегії, Готланда, Польщі, Литви, Тевтонського ордена, Лівонського ордена та Риги. Також додано нові урядові реформи та типи військ для націй в регіоні. |
| Domination             | Домінування              | 1.35 «Ottomans»            | 18 квітня 2023    | Domination — набір розширень, що містить додатковий контент для імперій світу у вигляді місій, реформ, подій та механік для великих держав, зокрема для Османської імперії, Китаю, Японії, Росії, Іспанії, Франції, Великої Британії, а також Пруссії, Португалії та Кореї. |
| King of Kings          | Цар царів                | 1.36 «Byzantium»           | 6 листопада 2023  | Названий в честь титулу деяких монархів переважно Близького сходу, цей пакет додасть нові механіки та дерева місій для Персії, Мамелюцького султанату, Єгипту та Візантійської імперії. Також буде додано новий контент для Ак-Коюнлу, Кара-Коюнлу, Грузії, Вірменії, Ємену і держав Аравійського півострова з бедуїнською та хіджазькою культурами. |
| Winds of Change        | Вітри змін               | 1.37 «Inca»                | 8 травня 2024     | «Вітри змін» присвячені формуванню та розпаду імперій у ранньомодерний період, зокрема в Америці, Центральній Європі та Центральній Азії. У центрі уваги - нові дерева місій і механіки для Нідерландів, Венеції, Австрії, Угорщини, Богемії, Тимуридів, Моголів, Ацтеків, Майя та Інків. |

### Видання
Замість звичайної версії відеогри гравець також може придбати або отримати спеціальне видання, яке міститиме Europa Universalis IV разом із додатковими розширеннями, які, зазвичай, не можна купити окремо.
| Назва           | Містить |
| --------------- | --- |
| Extreme Edition | Розширення «The Stars and Crescent Pack», яке додає до гри десятки нових подій для країн, що сповідують іслам, косметичне розширення «The Horsemen of the Crescent Unit Pack» та музикальне розширення «The Conquest of Constantinople Music Pack», яке додає до гри три нові музичні композиції. |
| Collection      | Розширення «The Stars and Crescent Pack», косметичне розширення «The Horsemen of the Crescent Unit Pack», музикальне розширення «The Conquest of Constantinople Music Pack» та доступ до всіх доповнень та розширень випущених до травня 2017 року.                                               |

### Український переклад
Переклад ведеться невеликою групою ентузіастів української мови, на волонтерських засадах. Триває переклад оновлень і редагування перекладених текстів. У процесі було створено українські шрифти для ігрового інтерфейсу, забезпечена структуризація і версійність перекладу, засновано вікі проект з ґлосарієм термінів.

### Модифікації
Окрім офіційних пакетів розширення, сторонні моди доступні на таких сайтах, як Steam Workshop. Моди можуть змінювати налаштування гри, додавати або видаляти функції та механіки, додавати нові землі до генератора «випадкового нового світу» та вносити графічні вдосконалення. Популярні моди включають «Extended Timeline», який розширює межі гри з 2 по 9999 рік, адаптацію Гри престолів «A Song of Ice and Fire», а також повні конверсії, такі як «MEIOU & Taxes».

## Оцінки

### Оцінки критиків
| Агрегатор  | Оцінка |
| ---------- | ------ |
| Metacritic | 87/100 |

| Видання        | Оцінка |
| -------------- | ------ |
| Destructoid    | 95/100 |
| GameSpot       | 90/100 |
| IGN            | 8.9/10 |
| PC Gamer (США) | 91/100 |

Europa Universalis IV зустріли загалом схвальними відгуками, з середньою оцінкою 87/100 на агрегаторі Metacritic. Критики високо оцінили вдосконалення порівняно з Europa Universalis III, особливо нові механіки та графіку. Ті Джей Гафер з PC Gamer описав гру як «захоплюючу симуляцію, яка завойовує місце між середньостатистичним гравцями Civilization V та давніми прихильниками глобальних стратегій». Негативні відгуки зосереджені на навчальних посібниках, бойовій механіці та багах. Ніколас Пеллегатта визнав, що ці помилки, і інші проблеми, ймовірно, будуть усунені в подальших виправленнях та розширеннях.
У 2013 році Europa Universalis IV виграла номінації «Найкраща стратегія» та «Найкраща історична гра» у Game Debate за 2013 рік.

### Продажі
Станом на лютий 2014 року було продано понад 300 000 примірників Europa Universalis IV. До січня 2016 року в Steam було зареєстровано понад 900 000 копій гри. Станом на 21 червня 2016 року було продано понад 1 мільйон примірників.

### Цінові зміни
У травні 2017 року Paradox Interactive нормалізував ціни на гру по всьому світу та інші її продукти, щоб врахувати різницю ігор в ціні у багатьох країнах, що не є західними, буквально за кілька тижнів до щорічного літнього розпродажу Steam. Це призвело до масових негативних реакцій та бойкотів з боку користувачів з постраждалих країн, включаючи значне збільшення негативних відгуків користувачів у Steam протягом наступних тижнів. 22 червня 2017 року генеральний директор Paradox Фредрік Вестер оголосив, що ціни повернуться до попередніх рівнів після літнього розпродажу в Steam, і заявив, що вони намагатимуться відшкодувати кошти тим, хто придбав їхню продукцію під час коригування цін.